# قائمة حكومة السعودية في عهد الملك عبد الله
هذه القائمة تتعلق بحكومة خادم الحرمين الشريفين الملك عبد الله بن عبد العزيز آل سعود، الذي تولى الحكم من عام 1 أغسطس 2005 حتى عام 23 يناير 2015. وجميع من بهذه القائمة هم مسؤولين يخدمون قبل فترة حكم الملك عبد الله واستمروا في حكمه، أو مسؤولين تم تعينهم من قبله، كذلك المسؤولين الذين تم إعفائهم من مهامهم.
ا
ملك المملكة العربية السعودية هو رئيس مجلس الوزراء، وهو المسؤول عن تشكيل مجلس الوزراء. وإختيار أعضاء الحكومة في جميع المناصب، سواء كانت بمنصب وزير لوزارة، أو مسؤول برتبة وزير على هيئة أو جهاز حكومي، أو مسؤول بمنصب أقل بدرجة من رتبة وزير. كذلك هو المسؤول عن إعفاء جميع أعضاء الحكومة من مهامهم.

## الحكومة الحالية
مجلس الوزراء هو المجلس الأعلى للحكم بالمملكة العربية السعودية ورئيسه هو خادم الحرمين الشريفين الملك عبد الله بن عبد العزيز آل سعود ونائبه هو صاحب السمو الملكي الأمير سلمان بن عبد العزيز آل سعود.
| حكومة المملكة العربية السعودية في عهد الملك سلمان                              | حكومة المملكة العربية السعودية في عهد الملك سلمان                                       | حكومة المملكة العربية السعودية في عهد الملك سلمان                                    | حكومة المملكة العربية السعودية في عهد الملك سلمان                                                  |
| ------------------------------------------------------------------------------ | --------------------------------------------------------------------------------------- | ------------------------------------------------------------------------------------ | -------------------------------------------------------------------------------------------------- |
| ولي العهد وزير مسؤول بمرتبة وزير أمير إمارة                                    |                                                                                         |                                                                                      | |
| الوزارة في المنصب                                                              | الوزير / ملاحظة                                                                         | الوزارة في المنصب                                                                    | الوزير / ملاحظة                                                                                    |
| – ولي العهد 18 يونيو 2012                                                      | وزير الدفاع سلمان بن عبد العزيز آل سعود                                                 | – وزارة الخارجية 13 أكتوبر 1975                                                      | وزير الدولة للشؤون الخارجية سابقًا سعود الفيصل بن عبد العزيز آل سعود                                |
| – وزارة الدفاع 24 يناير 2015                                                   | ولي العهد سلمان بن عبد العزيز آل سعود                                                   | – وزارة المالية 30 يناير 1996                                                        | نائب محافظ مؤسسة النقد العربي السعودي سابقًا إبراهيم بن عبد العزيز العساف                           |
| – وزارة الداخلية 5 نوفمبر 2012                                                 | مساعد وزير الداخلية للشؤون الأمنية سابقًا محمد بن نايف بن عبد العزيز آل سعود             | – وزارة الإسكان 25 مارس 2011                                                         | لاتوجد صورة محافظ الهيئة العامة للإسكان سابقًا شويش سعود الضويحي                                    |
| – وزارة العدل 14 فبراير 2009                                                   | لاتوجد صورة محمد بن عبد الكريم العيسى                                                   | – وزارة البترول والثروة المعدنية 2 أغسطس 1995                                        | رئيس شركة أرامكو سابقًا علي بن إبراهيم النعيمي                                                      |
| – وزارة الثقافة والإعلام 8 ديسمبر 2014                                         | وكيل أمارة منطقة مكة المكرمة سابقًا عبدالعزيز بن عبدالله الخضيري                         | – وزارة الصحة 8 ديسمبر 2014                                                          | مدير جامعة جازان سابقًا محمد بن علي آل هيازع                                                        |
| – وزارة الزراعة 8 ديسمبر 2014                                                  | سفير خـادم الـحرمين الـشريفين في تركيا سابقًا وليد الخريجي                               | – وزارة التربية والتعليم 22 ديسمبر 2013                                              | أمير منطقة مكة المكرمة سابقًا خالد الفيصل بن عبد العزيز آل سعود                                     |
| – وزارة التعليم العالي 8 ديسمبر 2014                                           | لاتوجد صورة نائب وزير التربية والتعليم سابقًا خالد عبد الله السبتي                       | – وزارة الشؤون الاجتماعية 8 ديسمبر 2014                                              | لاتوجد صورة رئيس الشؤون الخاصة لولي العهد الأمير سلمان بن عبدالعزيز ال سعود سابقًا سليمان الحميد    |
| – وزارة التجارة والاستثمار 13 ديسمبر 2011                                      | توفيق الربيعة                                                                           | – وزارة الحرس الوطني 27 ديسمبر 2018                                                  | رئيس الحرس الوطني السعودي سابقًا متعب بن عبد الله بن عبد العزيز آل سعود                             |
| – وزارة النقل 8 ديسمبر 2014                                                    | لاتوجد صورة امين منطقة الرياض سابقًا عبد الله بن عبد الرحمن المقبل                       | – وزارة الاقتصاد والتخطيط 13 ديسمبر 2011                                             | لاتوجد صورة محافظ مؤسسة النقد العربي السعودي سابقًا محمد بن سليمان الجاسر                           |
| – وزارة العمل والتنمية الاجتماعية 18 أغسطس 2010                                | وزير الصحة سابقًا عادل فقيه                                                              | – وزارة الخدمة المدنية 13 ديسمبر 2011                                                | لاتوجد صورة مساعد رئيس مجلس الشورى سابقًا عبد الرحمن بن عبد الله البراك                             |
| – وزارة الحج والعمرة 13 ديسمبر 2011                                            | وزارة الثقافة والاعلام سابقًا بندر بن محمد بن حمزة حجار                                  | – وزارة الاتصالات وتقنية المعلومات 8 ديسمبر 2014                                     | لاتوجد صورة فهاد بن معتاد الحمد                                                                    |
| – وزارة الشؤون البلدية والقروية 2 نوفمبر 2009                                  | لاتوجد صورة نائب وزير الشؤون البلدية والقروية سابقًا منصور بن متعب بن عبد العزيز آل سعود | – وزارة الشؤون الإسلامية والدعوة والإرشاد 1996                                       | لاتوجد صورة نائب وزير الشؤون الإسلامية والأوقاف والدعوة والإرشاد سابقًا صالح بن عبد العزيز آل الشيخ |
| – وزارة المياه والكهرباء 13 أبريل 2004                                         | لاتوجد صورة نائب وزير المياه والكهرباء سابقًا عبد الله بن عبد الرحمن الحصين              |                                                                                      | |
| رؤساء الأجهزة الحكومية الآخرى                                                  |                                                                                         |                                                                                      | |
| الجهاز في المنصب                                                               | الرئيس / ملاحظة                                                                         | الجهاز في المنصب                                                                     | الرئيس / ملاحظة                                                                                    |
| – الهيئة العامة للسياحة والتراث الوطني 2000                                    | رائد فضاء سابقًا سلطان بن سلمان بن عبد العزيز آل سعود                                    | – مندوب المملكة العربية السعودية الدائم لدى الأمم المتحدة 5 يونيو 2011               | سفير خـادم الـحرمين الـشريفين في بلجيكا سابقًا عبدالله المعلمي                                      |
| – رئاسة الاستخبارات العامة 14 مايو 2014                                        | نائب وزير الدفاع سابقًا خالد بن بندر بن عبد العزيز آل سعود                               | [[ملف::شعار الهئية العامة للرياضة .jpg\|75px]] – الهيئة العامة للرياضة 26 يونيو 2014 | رجل أعمال عبد الله بن مساعد بن عبد العزيز آل سعود                                                  |
| – مندوب المملكة العربية السعودية الدائم لدى جامعة الدول العربية 28 فبراير 2011 | لاتوجد صورة سفير خادم الحرمين الشريفين في مصر سابقًا أحمد قطان                           | – مدينة الملك عبد الله للطاقة الذرية والمتجددة 4 يونيو 2010                          | لاتوجد صورة وزير الصناعة والكهرباء سابقًا هاشم بن عبد الله يماني                                    |
| أمراء الإمارات                                                                 |                                                                                         |                                                                                      | |
| الإمارة في المنصب                                                              | الأمير / ملاحظة                                                                         | الإمارة في المنصب                                                                    | الأمير / ملاحظة                                                                                    |
| – أمير منطقة الرياض 14 مايو 2014                                               | لاتوجد صورة نائب أمير منطقة الرياض سابقاً تركي بن عبد الله بن عبد العزيز آل سعود         | – أمير منطقة مكة المكرمة >22 ديسمبر 2013                                             | لاتوجد صورة أمير منطقة نجران سابقاً مشعل بن عبد الله بن عبد العزيز آل سعود                          |
| – أمير منطقة الحدود الشمالية 1957                                              | لاتوجد صورة أمير منطقة القصيم سابقاً عبد الله بن عبد العزيز بن مساعد آل سعود             | – أمير منطقة المدينة المنورة 13 يناير 2013                                           | فيصل بن سلمان بن عبد العزيز آل سعود                                                                |
| – أمير منطقة القصيم مايو 1992                                                  | فيصل بن بندر بن عبد العزيز آل سعود                                                      | – أمير منطقة جازان                                                                   | لاتوجد صورة محمد بن تركي السديري                                                                   |
| – أمير منطقة نجران 12 نوفمبر 2014                                              | لاتوجد صورة نائب أمير المنطقة الشرقية سابقًا جلوي بن عبد العزيز بن مساعد آل سعود         | – أمير منطقة تبوك 1987                                                               | لاتوجد صورة فهد بن سلطان بن عبد العزيز آل سعود                                                     |
| – أمير منطقة حائل 1999                                                         | لاتوجد صورة سعود بن عبد المحسن بن عبد العزيز آل سعود                                    | – أمير منطقة الجوف 31 أكتوبر 2002                                                    | لاتوجد صورة فهد بن بدر بن عبد العزيز آل سعود                                                       |
| – أمير منطقة الباحة 28 أغسطس 2010                                              | لاتوجد صورة مشاري بن سعود بن عبد العزيز آل سعود                                         | – أمير منطقة عسير 16 مايو 2007                                                       | لاتوجد صورة' فيصل بن خالد بن عبد العزيز آل سعود                                                    |
| – أمير منطقة الشرقية 14 يناير 2013                                             | لاتوجد صورة سعود بن نايف بن عبد العزيز آل سعود                                          |                                                                                      | |